# Енцо Моаверо-Міланезі
Енцо Моаверо-Міланезі (італ. Enzo Moavero Milanesi; нар. 17 серпня 1954, Рим) — італійський юрист і політик, Міністр закордонних справ Італії з 1 червня 2018 до 5 вересня 2019 року в кабінеті Джузеппе Конте. Міністр без портфеля з європейських справ (16 листопада 2011 — 22 листопад 2014 року). 

## Життєпис
У 1977 році закінчив Римський університет ла Сап'єнца, де вивчав право. Пізніше спеціалізувався в європейському праві в коледжі Європи (Брюгге). Роком пізніше отримав в Техаському університеті (Даллас) диплом з міжнародного права. У студентські роки координував римську секцію Студентського руху. У 1983 році почав працювати в апараті Генерального управління конкуренції Комісії Європейської ради, а з 1989 року — в апараті заступника голови і єврокомісара з питань науки, досліджень та розвитку, телекомунікацій та інновацій, християнського демократа Філіппо Марія Пандольфі, а у 1991 році очолив його апарат.
У 1977—1979 рр. — служив у Фінансовій гвардії.
У 1992—1994 рр. — обіймав різні посади в італійських урядах. У першому уряді Джуліано Амато очолював Секретаріат з європейських справ при Генеральному секретаріаті президії уряду.
У 1993—1996 рр. — викладав європейське право в університеті «Ла Сапієнца» і у Вільному міжнародному університеті суспільних наук імені Гвідо Карлі, у 1996—2000 рр. — у міланському університеті Бокконі.
З 1995 року перебував в апараті Маріо Монті спочатку як єврокомісар з внутрішнього ринку, потім — із конкуренції, у 2002 році призначений генеральним секретарем Європейської комісії, з 2005 по 2006 роки був генеральним директором Управління радників з європейської політики Єврокомісії. До 2012 року був членом суду першої інстанції Суду Європейського союзу у Люксембурзі.
У 2002—2006 рр. — викладав у «Ла Сапієнца», потім — в університеті Гвідо Карлі.
16 листопада 2011 року отримав посаду міністра без портфеля з європейських справ в безпартійному уряді Маріо Монті, 28 квітня 2013 року зберіг посаду при формуванні уряду Енріко Летта, представляючи партію Маріо Монті «громадянський вибір».
З 1 червня 2018 до 5 вересня 2019 року — міністр закордонних справ в уряді Джузеппе Конте.

## Нагороди та відзнаки
- Кавалер великого хреста ордена «За заслуги перед Італійською Республікою».
- Великий офіцер ордена «За заслуги перед Італійською Республікою».
- Командор ордена «За заслуги перед Італійською Республікою».
- Медаль «За внесок у розвиток культури і мистецтва».
- Орден «Дружба» (2018, Азербайджан) — за великі заслуги в зміцненні міждержавних відносин Азербайджанської Республіки з Італійською Республікою [4].